# Сіріса
Сіріса, Сіріца (ісп. Ciriza (офіційна назва), баск. Ziritza) — муніципалітет в Іспанії, у складі автономної спільноти Наварра. Населення — 110 осіб (2009).
Муніципалітет розташований на відстані близько 310 км на північний схід від Мадрида, 15 км на захід від Памплони.
На території муніципалітету розташовані такі населені пункти: (дані про населення за 2009 рік)
- Сіріса: 109 осіб
- Еліо: 1 особа

## Демографія
Динаміка населення (INE ):

## Галерея зображень

Розташування муніципалітету